# Kanton Monts
Der Kanton Monts ist seit 2015 ein französischer Wahlkreis im Arrondissement Tours, im Département Indre-et-Loire und in der Region Centre-Val de Loire; sein Hauptort ist Monts.

## Gemeinden
Der Kanton besteht aus zehn Gemeinden mit insgesamt 38.913 Einwohnern (Stand: 1. Januar 2022) auf einer Gesamtfläche von 245,85 km²:
| Gemeinde           | Einwohner 1. Januar 2022 | Fläche km² | Dichte Einw./km² | Code INSEE | Postleitzahl |
| ------------------ | ------------------------ | ---------- | ---------------- | ---------- | ------------ |
| Artannes-sur-Indre | 2.782                    | 20,97      | 133              | 37006      | 37260        |
| Esvres             | 6.264                    | 35,85      | 175              | 37104      | 37320        |
| Montbazon          | 4.839                    | 6,50       | 744              | 37154      | 37250        |
| Monts              | 8.031                    | 27,28      | 294              | 37159      | 37260        |
| Pont-de-Ruan       | 1.214                    | 5,74       | 211              | 37186      | 37260        |
| Saint-Branchs      | 2.632                    | 51,16      | 51               | 37211      | 37320        |
| Sorigny            | 2.877                    | 43,43      | 66               | 37250      | 37250        |
| Truyes             | 2.430                    | 16,39      | 148              | 37263      | 37320        |
| Veigné             | 6.734                    | 26,58      | 253              | 37266      | 37250        |
| Villeperdue        | 1.110                    | 11,95      | 93               | 37278      | 37260        |
| Kanton Monts       | 38.913                   | 245,85     | 158              | 3711       | –            |